# Sylvaine Billot
Sylvaine Billot (née Atle), aussi appelée Mémé ou Mémé de Chauvé, née le 20 janvier 1904 à Chauvé et morte le 10 février 1995 à Pornic, est une poétesse française d'expression gallèse.

## Biographie
Originaire de Chauvé, Sylvaine Billot descend de deux lignées : la première de briquetiers-tuiliers et la seconde issue des sénéchaussées royales. Elle exerce le métier d'agricultrice en parallèle de ses activités littéraires.
Ainsi, après avoir commencé par écrire pour le théâtre de Chauvé et des évènements tels que des mariages ou des veillées, elle contribue à partir de 1971, et ce, pendant vingt ans, à la rédaction du Courrier de Paimbœuf, avec des chroniques rédigées en français ou en gallo.
En 1976, le journaliste Pierre Bonte lui consacre un reportage dans l'émission Le Petit Rapporteur, de Jacques Martin.
Poétesse avant tout, Sylvaine Billot remporte une cinquantaine de prix de poésie jusqu'en 1985. Elle se produit alors non seulement aux Jeux floraux de La Baule et à l'Université Populaire de Saint-Nazaire, mais aussi dans des concours dans l'Oise ou les Landes.
Elle collabore également avec des universitaires travaillant sur le parler gallo du pays de Retz.

## Hommages
En 2012, les membres de la Filmothèque généalogique du Pays de Retz choisissent de travailler sur Sylvaine Billot. De leurs recherches sont issus un ouvrage ainsi qu'une exposition. Celle-ci se déroule en juin de la même année à la médiathèque de Saint-Père-en-Retz. L'inauguration a lieu le 16 juin en présence de Marie-Thérèse Leduc, venue dire des poèmes de Sylvaine Billot, ainsi que de trois des cinq petits-enfants de cette dernière.

## Œuvre
- Le pays de Mémé : Chansons, poèmes de Sylvaine Billot, Paimbœuf, Éditions du Pays de Retz, 1984, 71 p.
- Le Patois de Mémé, Paimbœuf, Éditions du Pays de Retz, 1978, 127 p.